# Wiktar Ciareszczanka
Wiktar Iwanawicz Ciareszczanka (biał. Віктар Іванавіч Цярэшчанка, ros. Виктор Иванович Терещенко, Wiktor Iwanowicz Tierieszczenko; ur. 30 stycznia 1950 roku w Dubrowce w rejonie krasnopolskim) – białoruski polityk, deputowany do Rady Najwyższej Republiki Białorusi XIII kadencji, kandydat nauk ekonomicznych, podejmował próby startowania w wyborach prezydenckich w latach 1994 i 2001; kandydat na prezydenta w wyborach prezydenckich 2010.

## Życiorys

### Młodość i praca
Urodził się 30 stycznia 1950 roku w Dubrowce, pochodzi z rodziny chłopskiej. W 1975 roku ukończył fakultet ekonomiczny Homelskiego Uniwersytetu Państwowego. Naukę kontynuował w Międzynarodowym Instytucie Zarządzania w Kijowie, następnie na University of Delaware. W 1990 roku otrzymał stopień naukowy Master of Business Аdministration in International Business Activities (MBA). Pracował jako ślusarz, frezer, inżynier i kierownik oraz działał przy likwidacji następstw awarii w Czarnobylu.
W latach 1992–2004 sprawował funkcję dyrektora generalnego Międzynarodowego Instytutu Zarządzania (MIM-Biełaruś). W latach 1993–2004 był przewodniczącym Białoruskiego Związku Obywatelskiego "Dyplomacja Narodowa". W okresie 1994–2000 był przewodniczącym Białoruskiej Partii Ludowej. W 1994 roku próbował kandydować na prezydenta Białorusi (komitet wyborczy w składzie powyżej tysiąca osób zebrał powyżej 90 tys. podpisów; wymagano 100 tys., dlatego nie został zarejestrowany przez CKW jako kandydat). W okresie sierpień–wrzesień 1994 roku był kierownikiem urzędu ds. terytorialnych w Administracji Prezydenta Republiki Białorusi.

### Działalność parlamentarna
W drugiej turze uzupełniających wyborów parlamentarnych 10 grudnia 1995 roku został wybrany na deputowanego do Rady Najwyższej Republiki Białorusi XIII kadencji z Uschodniego Okręgu Wyborczego Nr 246 miasta Mińska. 19 grudnia 1995 roku został zarejestrowany przez centralną komisję wyborczą, a 9 stycznia 1996 roku zaprzysiężony na deputowanego. Od 23 stycznia pełnił w Radzie Najwyższej funkcję członka Stałej Komisji ds. Edukacji, Nauki i Kultury. Należał do popierającej prezydenta Alaksandra Łukaszenkę frakcji „Zgoda”. 1 kwietnia został członkiem stałej delegacji Rady do Zgromadzenia Parlamentarnego OBWE. Od 3 czerwca był przewodniczącym grupy roboczej Rady Najwyższej ds. współpracy z parlamentem Ukrainy. 27 listopada 1996 roku, po dokonanej przez prezydenta kontrowersyjnej i częściowo nieuznanej międzynarodowo zmianie konstytucji, nie wszedł w skład utworzonej przez niego Izby Reprezentantów Zgromadzenia Narodowego Republiki Białorusi I kadencji. Zgodnie z Konstytucją Białorusi z 1994 roku jego mandat deputowanego do Rady Najwyższej zakończył się 9 stycznia 2001 roku; kolejne wybory do tego organu jednak nigdy się nie odbyły.

### Późniejsza działalność
W 2001 roku ponownie był wytypowany na kandydata na prezydenta. Tym razem komitet liczył ponad 6 tys. osób, zebrano 116 tys. podpisów, jednak CKW ich nie uznała. Przed kampanią wyborczą 2010 roku komitet Ciareszczanki liczył 1301 osób, zebrano ponad 100 tys. podpisów i zarejestrowano go jako kandydata na prezydenta. W wyborach uzyskał wynik 1,08%.
W latach 2004–2006 kierował przedstawicielstwem Międzynarodowej Autonomicznej Niekomercyjnej Organizacji "Komitet Wykonawczy Rady Narodów Słowiańskich Białorusi, Rosji, Ukrainy w Republice Białorusi". Obecnie jest przewodniczącym Rady "Zreszenia Małej i Średniej Przedsiębiorczości".
W 2004 roku otrzymał najwyższe kwalifikacje od Białoruskiej Akademii Inżynieryjnej, jest laureatem Międzynarodowej Premii "Święta Sofia" za zaangażowanie w odrodzenie duchowości, narodowej nauki i kultury. Od 3 września 2008 roku jest honorowym obywatelem miasta Béthune we Francji. Ciareszczanka jest autorem ponad 70 publikacji i prac państwowych o tematyce problematyki rozwoju Białorusi. Jest bezpartyjny, żonaty po raz drugi, ma trzy córki i wnuczkę.

## Życie prywatne
Wiktar Ciareszczanka mieszka w bloku z przełomu lat 80. i 90. XX wieku przy ulicy Wiasiołkawej 4, w mikrorejonie Wiesnianka, w rejonie centralnym Mińska.